# Campeonato de Chile de waterpolo femenino
El Campeonato de Chile de waterpolo femenino es la competición más importante de waterpolo femenino entre clubes chilenos.

## Clubes
- Club Greenland (Santiago)
- Club Stadio Italiano (Las Condes)
- Club Nacional (Santiago)
- Club Aquapolo (Santiago)
- Club Orcos (Santiago)
- Club Fénix (Santiago)
- Club Brac (Antofagasta)
- Club Unión Morro (Iquique)

## Historial
Estos son los ganadores del campeonato:
- 2009: Greenland

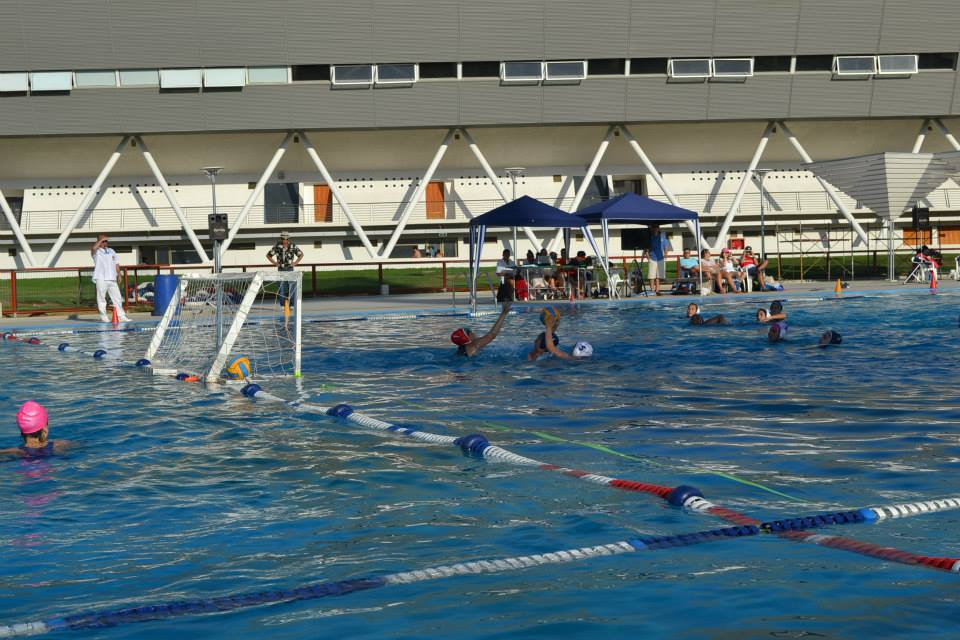
Waterpolo femenino

- 2015: Asociación H2O Polo Natación[1]